# Gonichthys cocco
Gonichthys cocco is een straalvinnige vissensoort uit de familie van de lantaarnvissen (Myctophidae). De wetenschappelijke naam van de soort werd in 1829 gepubliceerd door Cocco.

## Synoniemen
- Alysia loricata Lowe, 1839
- Myctophum hians Richardson, 1845
- Scopelus jagorii Peters, 1859
- Scopelus gracilis Lütken, 1892[3]